# محوطه ماروس
محوطه ماروس مربوط به سده ۳ تا ۷ ق است و در شهرستان فریمان، ۵۰۰ متری جنوب روستای ماروس واقع شده و این اثر در تاریخ ۲۴ مرداد ۱۳۸۵ با شمارهٔ ثبت ۱۵۸۷۸ به‌عنوان یکی از آثار ملی ایران به ثبت رسیده‌است.